# Неприкосновенность
Неприкоснове́нность — общий термин личного правового статуса. За каждым гражданином признается право на личную  неприкосновенность, частной жизни, жилища. Данное означает, что никто не вправе вмешиваться в частную жизнь граждан, собирать сведения о ней без его ведома, проникать в жилище без согласия проживающих, лишать свобод без соответствующего решения гос.органов (в случаях, предусмотренных законом).
Термин часто применяется к должностным лицам, обычно выборным (но возможно и к назначаемым, например, к прокурорам, депутатам), означающий наличие у определённых лиц особых прав (см. Парламентская неприкосновенность). Для таких лиц устанавливается чёткий, особый по сравнению с общим случаем, порядок того, как они могут привлекаться к уголовной, административной либо иной ответственности. Вплоть до практической невозможности привлечения, как в случае дипломатической неприкосновенности.
Иной смысл этот термин имеет в применении к защите прав личности, указывая на то, что такие неприкосновенные права подлежат охране законом. Это значит, что эти права нельзя нарушать.